# Hetchegass

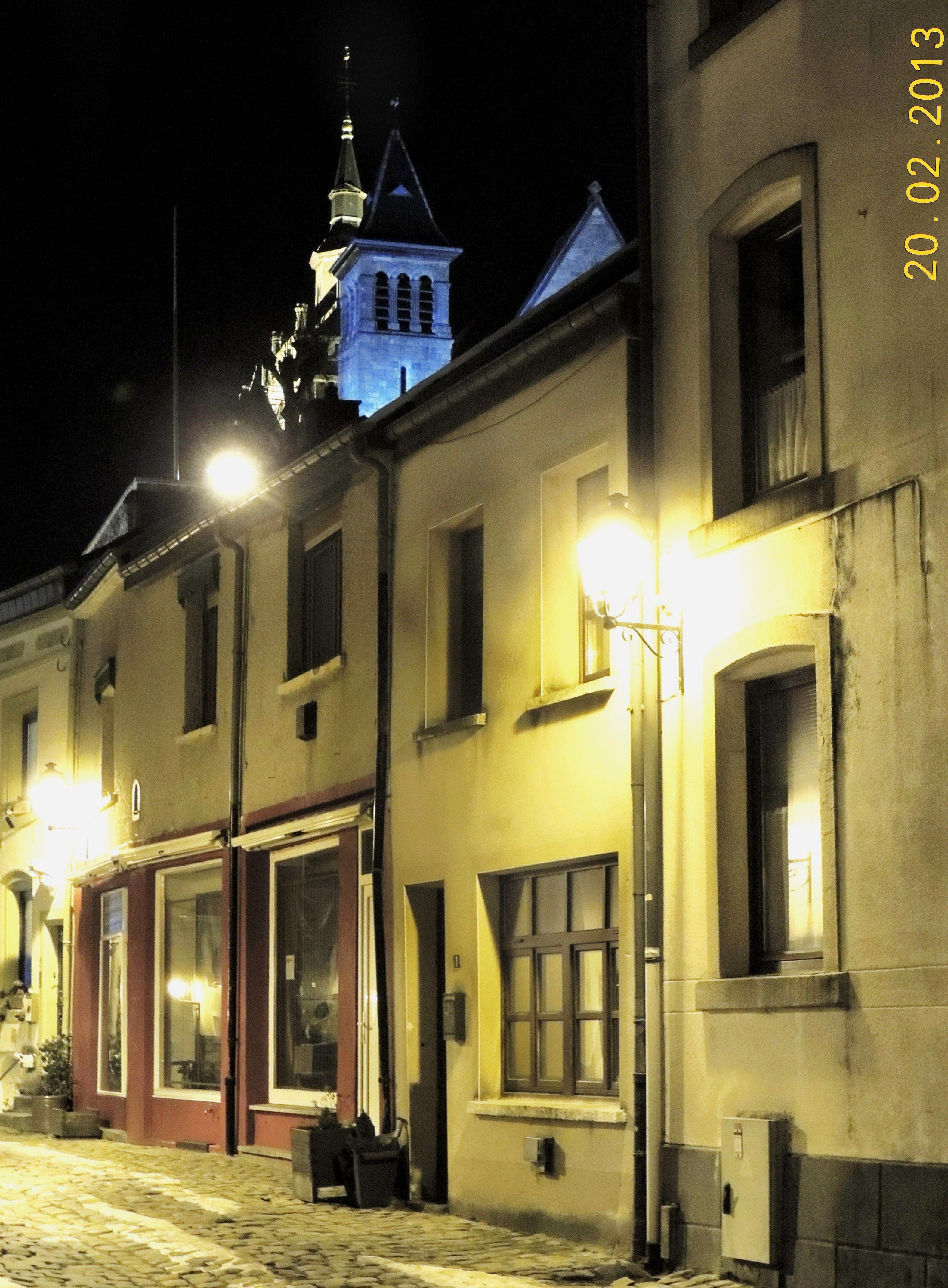
La Rue Saint-Donat, en plein cœur de la Hetchegass, avec l'Église Saint-Donat d'Arlon en arrière-plan.

La Hetchegass (parfois écrit Hetschegas) est le nom donné au vieux quartier de la ville belge d'Arlon, en province de Luxembourg.

## Histoire
Le quartier s'est développé autour de la Knippchen, la colline du centre d'Arlon. Il a conservé son charme d'antan, fait de petites ruelles pavées et étroites.

## Toponymie
Le mot « Hetchegass », provient du patois local appelé Areler, qui est un dérivé[Selon qui ?] du luxembourgeois.

## Monuments
- L'église Saint-Donat d'Arlon, qui se trouve sur la Knippchen ;
- La sculpture du Hellechtsmann au pied des ramparts de cette église.

## Galerie de photographies

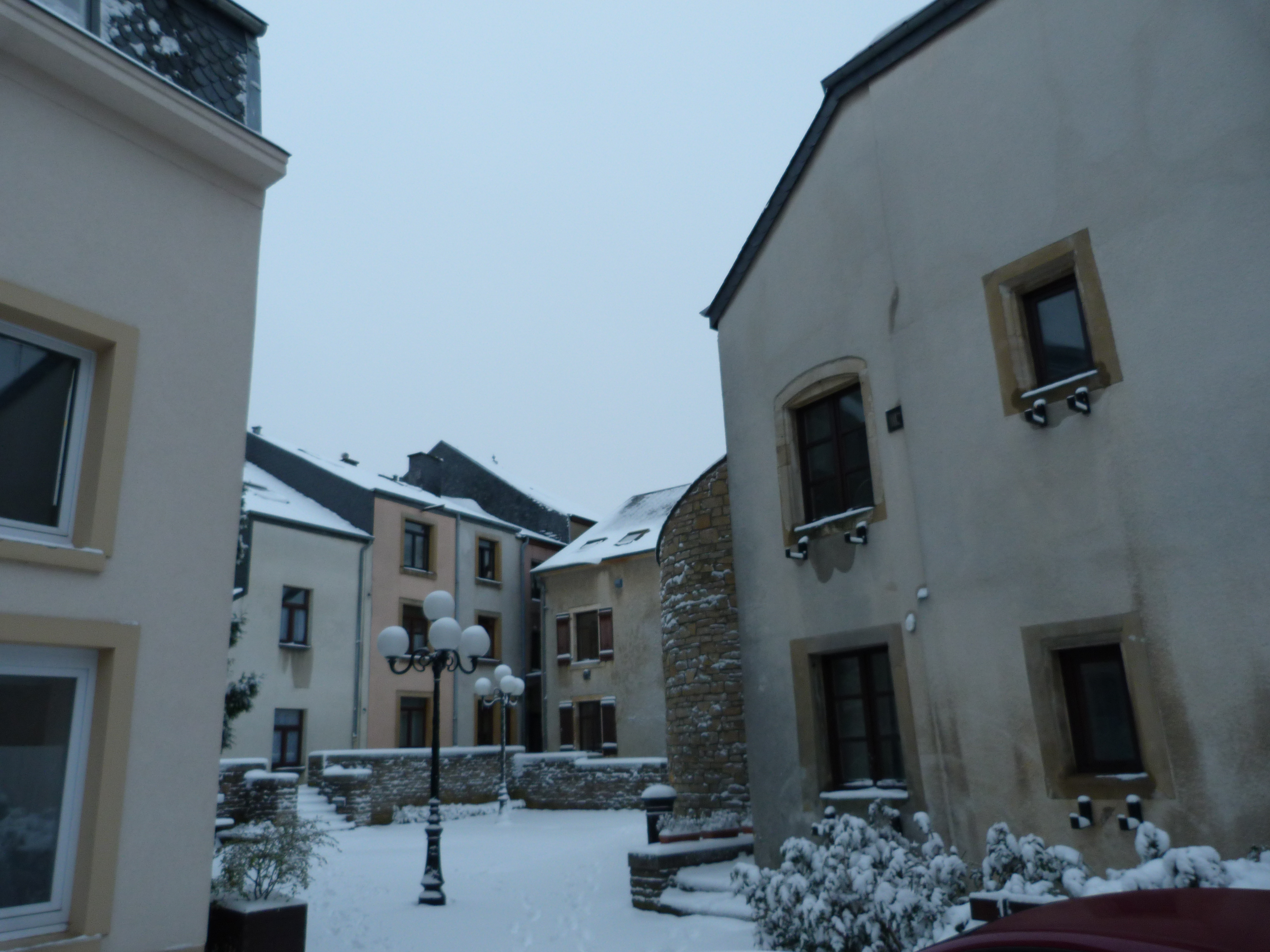
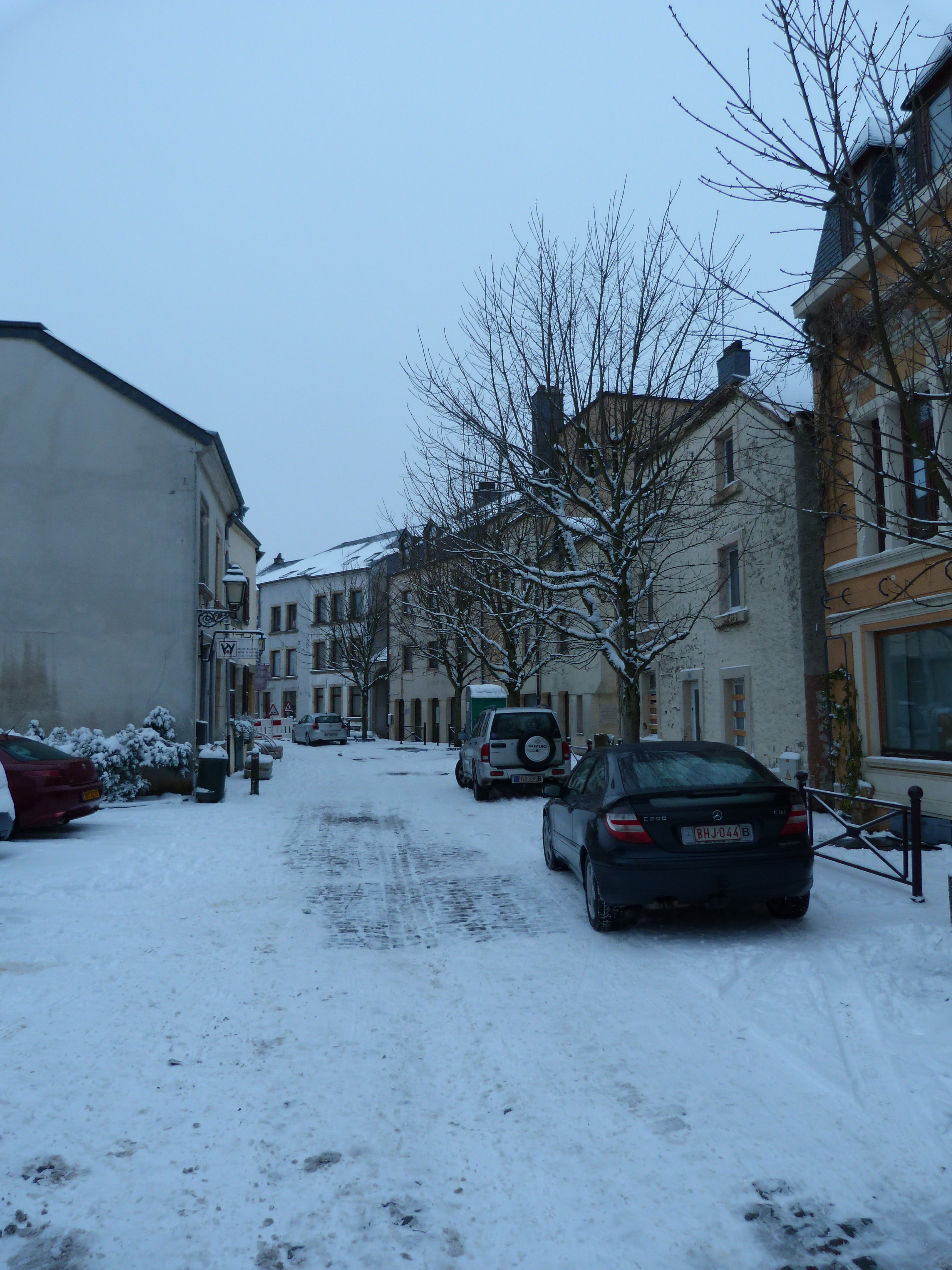
La Hetschegass, sous la neige, en 2012.
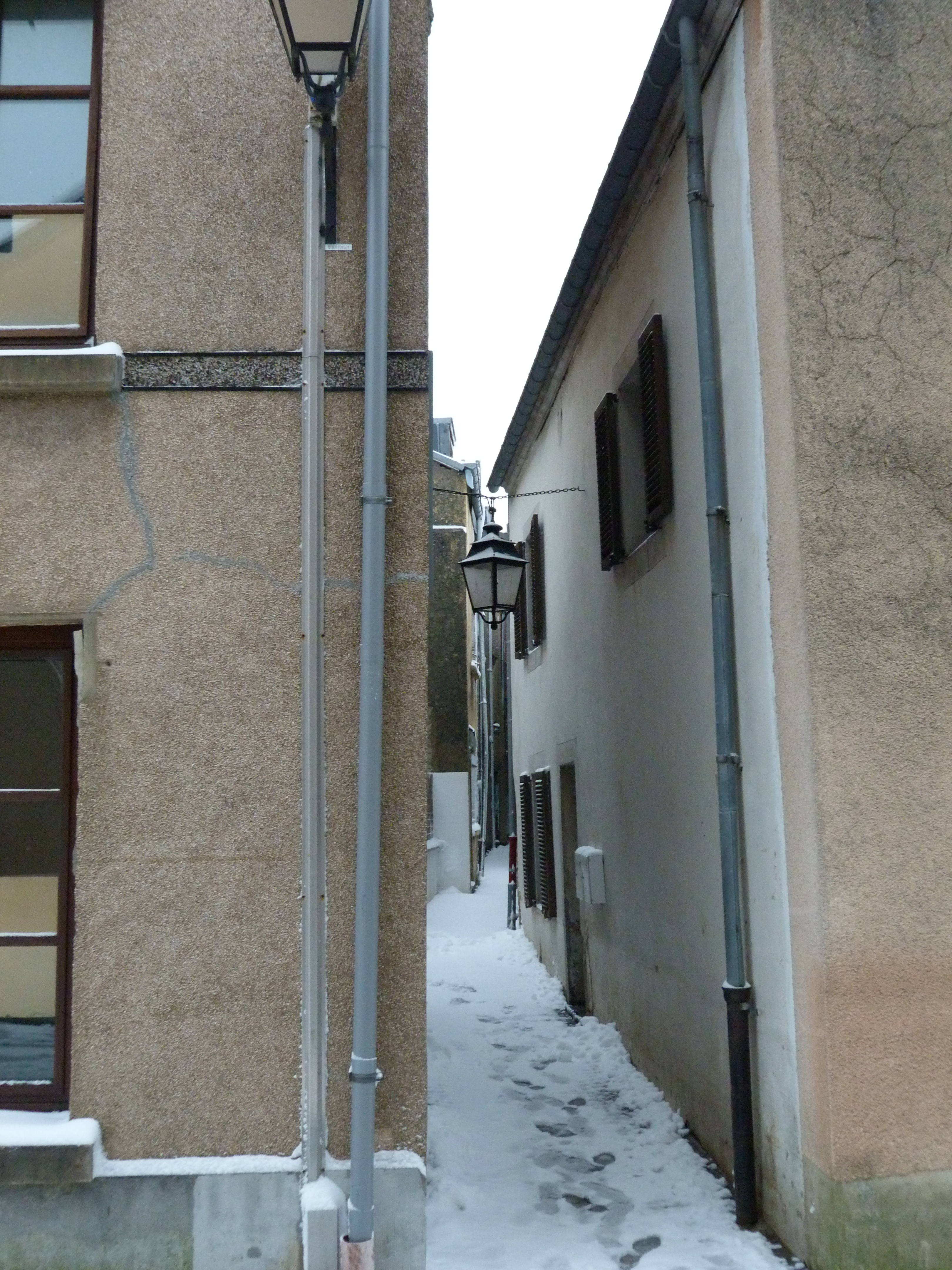